# Nikola Franke
Nikola Franke (* 22. November 1989, Deutschland) ist ein deutscher Handballspieler. Er ist 1,98 m groß und wiegt 100 kg.
Franke, der seit 2004 für den deutschen Verein HSC 2000 Coburg (Rückennummer 8) spielt, wird meist auf der Position Kreismitte eingesetzt. Mittlerweile spielt Franke für die 2. Mannschaft.